# Awasha basicornis
Awasha basicornis är en insektsart som beskrevs av Heller och Rauno E. Linnavuori 1968. Awasha basicornis ingår i släktet Awasha och familjen dvärgstritar. Inga underarter finns listade i Catalogue of Life.